# Ishpreet Singh Chadha
Ishpreet Singh Chadha (n. 30 de mayo de 1996) es un jugador de snooker indio.

## Biografía
Nació en la India en 1986. Es jugador profesional de snooker desde 2023. No se ha proclamado campeón de ningún torneo de ranking, y su mayor logro hasta la fecha fue alcanzar los dieciseisavos de final del Abierto Británico de 2023. Tampoco ha logrado hilar ninguna tacada máxima, y la más alta de su carrera está en 128.